# Tháng 5 năm 2007
Trang này liệt kê những sự kiện quan trọng vào tháng 5 năm 2007.

## Thứ năm, ngày5 tháng 5
- Chuyến bay 507 của Hãng hàng không Kenya rơi tại Niete, Cameroon, với 115 hành khách.

## Thứ bảy, ngày6 tháng 5
- Ứng cử viên đảng UMP Nicolas Sarkozy thắng ứng cử viên Xã hội Ségolène Royal trong cuộc bầu cử tổng thống Pháp với 53% số phiếu và sẽ tiếp quản vị trí của Tổng thống Jacques Chirac vào ngày 17 tháng 5 tới.

## Chủ nhật, ngày7 tháng 5
- Mộ của Herod I, Quốc vương Judaea từ 37 đến 4 TCN, được khám phá ra tại Herodium, gần Jerusalem.
- NASA tuyên bố SN 2006gy, siêu tân tinh rõ nhất được khám phá từ trước đến giờ.

## Thứ năm, ngày10 tháng 5
- Thủ tướng Anh Tony Blair tuyên bố sẽ từ chức ngày 27 tháng 6, khi mà đảng Lao động đã chọn người để kế nhiệm.
- Jose Ramos-Horta thắng cử tổng thống trong cuộc bầu cử tại Đông Timor.

## Thứ bảy, ngày12 tháng 5
- Serbia thắng Eurovision Song Contest với bài hát Molitva của Marija Šerifović.

## Thứ hai, ngày14 tháng 5
- Tổng thống Trần Thủy Biển bổ nhiệm Trương Tuấn Hùng của Đảng Tiến bộ Dân chủ làm Viện trưởng Hành chính Trung Hoa Dân Quốc.
- Ủy ban nội quy tại Nhóm Ngân hàng Thế giới công bố rằng Chủ tịch Paul Wolfowitz vi phạm hợp đồng.
- DaimlerChrysler bán 80,1% cổ phần Tập đoàn Chrysler cho một công ty cổ phần tư nhân với giá 7,4 tỷ Mỹ kim và sẽ đổi tên thành Daimler AG và Chrysler Holding LLC.

## Thứ ba, ngày15 tháng 5
- NASA và Cơ quan Vũ trụ châu Âu tuyên bố rằng Kính viễn vọng Hubble đã khám phá ra một quầng vật chất tối vĩ đại cách Trái Đất 5 tỷ năm ánh sáng. NASA Lưu trữ ngày 3 tháng 6 năm 2007 tại Wayback Machine Boston Globe
- Ít nhất 126 người bị thiệt mạng trong náo loạn sau tổng tuyển cử tại Philippines.
- Nhà xuất bản Công ty Thomson ở Canada mua Reuters với giá 8,7 tỷ bảng Anh.

## Thứ tư, ngày16 tháng 5
- Nicolas Sarkozy nhậm chức tổng thống Pháp sau khi ông thắng cử cuộc bầu cử tổng thống.

## Thứ năm, ngày17 tháng 5
- Paul Wolfowitz từ chức Chủ tịch Nhóm Ngân hàng Thế giới sau cuộc điều tra nghiên cứu về vi phạm nội quy.
- Gordon Brown được chọn làm người dẫn Đảng Lao động Anh và sẽ kế nhiệm Tony Blair làm Thủ tướng Anh ngày 27 tháng 6.
- Nhóm khoa học tìm ra ít nhất 700 loài động vật mới ở Nam Đại Dương. Wikinews Nature
- Chính Thống giáo Nga Hải ngoại, được thành lập sau Cách mạng tháng Mười năm 1917, chính thức hợp nhất với Chính Thống giáo Nga.

## Thứ sáu, ngày18 tháng 5
- Khoảng 500.000 đồng bạc và đồng vàng từ thời thuộc địa tại Bắc Mỹ được mang lên cách bờ biển Cornwall (Anh).

## Thứ bảy, ngày19 tháng 5
- Cựu nguyên thủ Samoa Malietoa Tanumafili II được chôn tại Apia.

## Chủ nhật, ngày20 tháng 5
- Việt Nam tổ chức cuộc bầu cử Quốc hội khóa XII.

## Thứ hai, ngày21 tháng 5
- Giao tranh giữ Quân đội Liban và nhóm Fatah al-Islam diễn ra gần Tripoli, Liban.

## Chủ nhật, ngày27 tháng 5
- Trong tổng tuyển cử Ireland, đảng Fianna Fáil của Thủ tướng Bertie Ahern nắm được phần nhiều ghé, nhưng liên hiệp với Đảng Dân chủ Tiến bộ sụp đổ.
- Phim România 4 Tháng, 3 Tuần và 2 Ngày của Cristian Mungiu đoạt giải Cành cọ vàng tại Liên hoan phim Cannes.

## Thứ hai, ngày28 tháng 5
- Mori Riyo được chọn là Hoa hậu Hoàn vũ 2007 tại Thành phố Mexico, México.

## Thứ ba, ngày29 tháng 5
- Chính phủ Venezuela bắt đài truyền hình tư nhân Radio Caracas Television phải đóng cửa và thay nó bằng đài TVes của chính phủ; hàng ngàn người ra đường để biểu tình.